# Базаровка (Татарстан)
Базаровка — поселок железнодорожного разъезда в Бугульминском районе Татарстана. Входит в состав Зеленорощинского сельского поселения.

## География
Находится в юго-восточной части Татарстана на расстоянии приблизительно 6 км на юго-запад по прямой от районного центра города Бугульма на железнодорожной линии Ульяновск — Уфа.

## История
Известен с 1956 года.

## Население
Постоянных жителей было: в 1958 — 68, в 1970 — 56, в 1979 — 44, в 1989 — 61, в 2002 194 (русские 46 %, татары 38 %), 192 в 2010.